# Lachapelle-aux-Pots
Lachapelle-aux-Pots – miejscowość i gmina we Francji, w regionie Hauts-de-France, w departamencie Oise.
Według danych na rok 1990 gminę zamieszkiwało 1429 osób, a gęstość zaludnienia wynosiła 145 osób/km² (wśród 2293 gmin Pikardii Lachapelle-aux-Pots plasuje się na 195. miejscu pod względem liczby ludności, natomiast pod względem powierzchni na miejscu 464.).